# Rodulfo Brito Foucher
Rodulfo Brito Foucher (Villahermosa, Tabasco, 8 de noviembre de 1899 - Ciudad de México, 15 de mayo de 1970) fue un jurista y académico que fuera rector de la Universidad Nacional Autónoma de México de 1942 a 1944.
Estudió en el Instituto Juárez de Tabasco y los revalidó en la Escuela Nacional Preparatoria. Posteriormente ingresó a la Escuela Nacional de Jurisprudencia donde obtuvo su título de abogado en 1923.
Inició la docencia en 1927 en la Escuela Nacional de Jurisprudencia y en 1929 es nombrado profesor con cátedras en las carreras de Derecho y Economía. En 1932 fue director de la Escuela Nacional de Jurisprudencia teniendo que renunciar al cargo por motivos que tuvieron que ver con el conflicto por la imposición de la educación socialista.
En 1942 fue nombrado por el Consejo Universitario, rector de la UNAM. En julio de 1944, en el periodo de elección de directores de las facultades y escuelas universitarias, se suscita una crisis en tres escuelas de la Universidad inconformes con la elección de sus directores. En un multitudinario Consejo Universitario, se reeligen a diez directores y se nombra a tres. Una ola de protestas en tres de las escuelas enciende un conflicto que termina con la muerte de un estudiante. Ante este hecho, como lo había ya advertido el entonces Presidente de México, Manuel Ávila Camacho, renuncia Brito Foucher, presentando un largo y apasionado documento ante el Consejo Universitario que es publicado en periódicos, a página entera, el 28 de julio de 1944.
Falleció en el año de 1970. Fue padre de la periodista y activista feminista Esperanza Brito.